# بريسيلا دافيلد
بريسيلا دافيلد (بالإنجليزية: Priscilla Duffield)‏ هي أمينة سر أمريكية، ولدت في 8 أبريل 1918 في بيركيلي في الولايات المتحدة، وتوفيت في 21 يوليو 2009 في نوروود في الولايات المتحدة.